# Přeskaky
Přeskaky (německy Presau) jsou malá vesnice, část obce Chbany v okrese Chomutov. Nachází se asi 1,5 kilometru západně od Chban. Vesnice až do počátku patnáctého století patřila k majetku valdsaského kláštera. Později se o ni dělili žatečtí měšťané a různé šlechtické rody. Hlavním hospodářským odvětvím v Přeskacích vždy bylo zemědělství. Po druhé světové válce přišla vesnice o dvě třetiny obyvatel a jejich počet dále klesal, až se téměř vylidnila. Přeskaky jsou také název katastrálního území o rozloze 5,38 km².

## Název
Původní název vesnice Přeskače byl odvozen ze starého tvaru slovesa soukat, a znamenal tak pravděpodobně ves přeskačů (tkalců). V historických pramenech se jméno vesnice vyskytuje ve tvarech: Prezkacz (1287), in Przieskacz (1412), Przicskacz (1415), in villa Przeskacziech (1462), Przeskacže (1544), Bržezy a Pržesau nebo Pržeskau (1787), Přeskaky a Přeskače nebo Przesau (1846) a Přeskaky nebo Přesau (1854).

## Historie
První písemná zmínka o vesnici pochází z roku 1287, kdy ji údajně koupil valdsaský klášter od nejvyššího komorníka Ojíře z Lomnice. Vesnice poté pravděpodobně patřila klášteru až do husitských válek. Přídomek faráře Jindřicha z Přeskak zmíněného mezi faráři žateckého obvodu v roce 1412 dokládá, že Přeskaky tehdy mohly být farní vsí s vlastním kostelem.

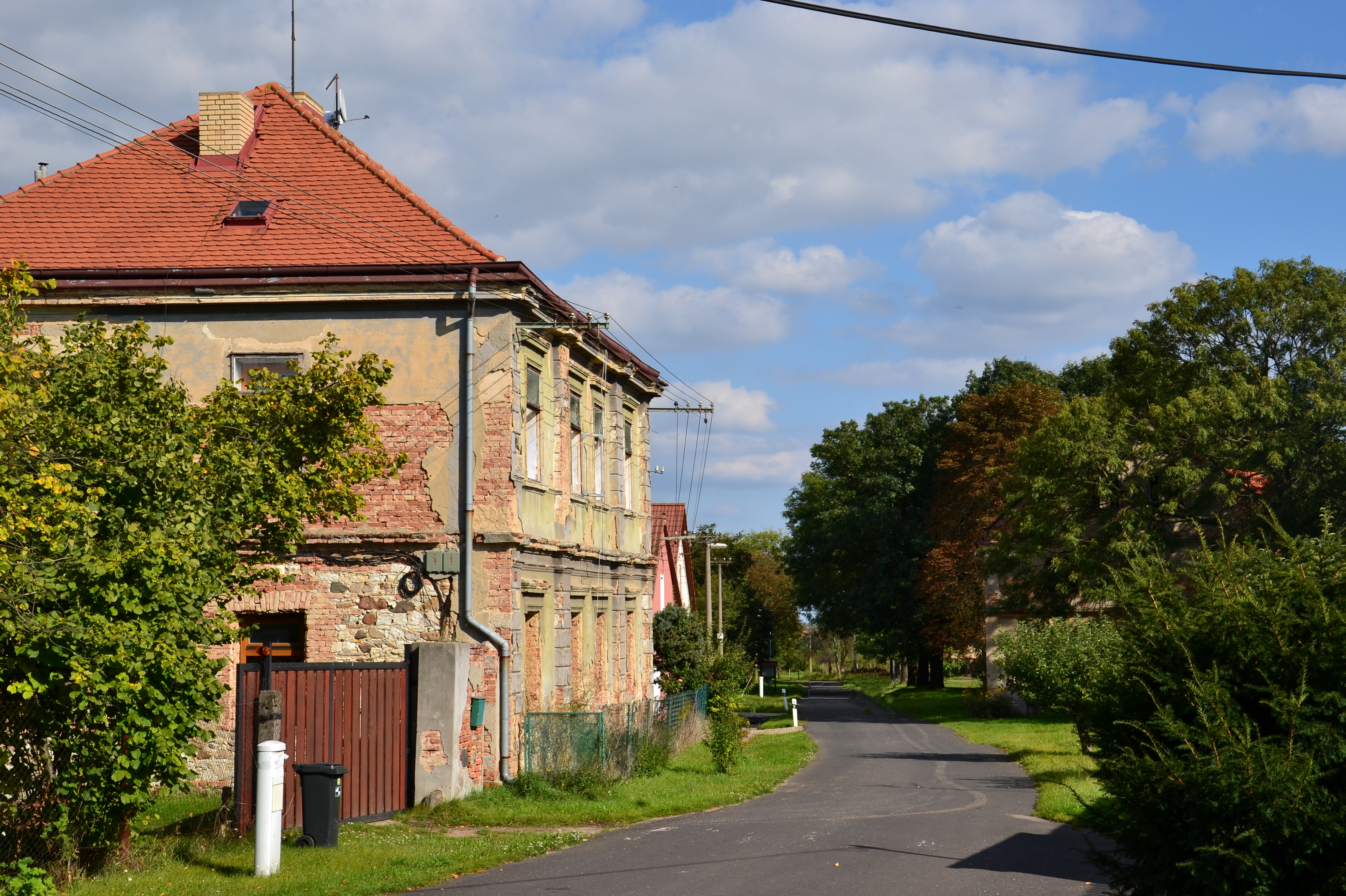
Dům čp. 7

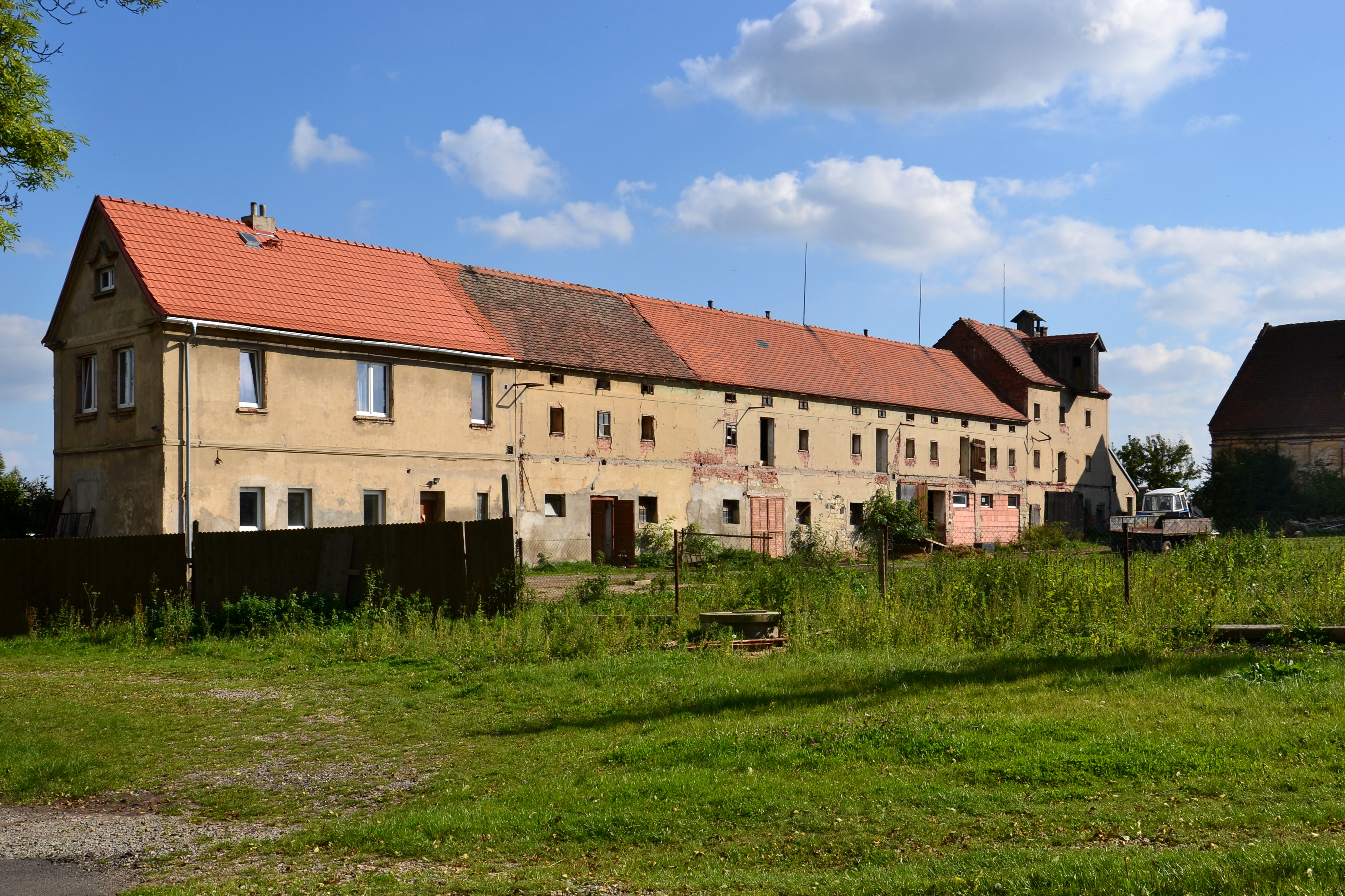
Jeden z velkých statků na východním okraji vesnice

Okolo roku 1415 část vsi vlastnil, podobně jako v blízkých Roztylech, žatecký měšťan Mikuláš Koblenczer. Po úmrtí jeho syna Přeskaky připadly jako odúmrť králi Václavovi IV., ale Mikuláš proti tomu protestoval, a získal majetek zpět. Po jeho smrti Přeskaky připadly městu Žatci. Novým majitelem části Přeskak a nedalekého Nového Sedla se v roce 1570 stal Bohuslav Felix Hasištejnský z Lobkovic, ale už jeho syn Jan Waldemar Přeskaky prodal Janu Valdsteinovi ze Sedčic, který je připojil ke svému statku Žabokliky.
Vesnice zůstávala rozdělená i na počátku třicetileté války. Část s hospodářským dvorem, ovčínem a kostelem patřila k Číňovu. Tento statek odkázal svobodný pán Leonard Colonna z Fels na Andělské hoře své manželce Alžbětě z Lobkovic. Po její smrti Číňov v roce 1622 koupil Heřman Černín z Chudenic. Druhá část Přeskak patřila k panství Mory, které vlastnili Fictumové. Za účast na stavovském povstání byla Bohuslavu Felixovi z Fictumu zkonfiskována a zabavený majetek koupil roku 1623 Jaroslav Bořita z Martinic. Podle berní ruly z roku 1654 celá vesnice patřila ke statku Mory a žilo v ní sedm sedláků a jeden chalupník, kteří dohromady chovali devatenáct krav, 28 jalovic, 106 ovcí, 71 prasat a čtyři kozy.
V polovině osmnáctého století ve vesnici pracoval obecní kovář, pastýř, nádeník a mlynář, který měl v nájmu panský mlýn se dvěma koly. Na počátku devatenáctého století tvořily vesnici dvě řady domů po obou stranách silnice. Na jižní straně bývala dřevěná kaple se zvonicí a na východě stával železný kříž mezi dvěma akáty. Ve třech rybnících se chovali kapři.
Po druhé světové válce v důsledku vysídlení Němců z Československa klesl počet obyvatel na jednu třetinu. Uvolněný majetek převzala a rozdělovala místní správní komise. Brzy poté bylo založeno jednotné zemědělské družstvo, které se kvůli špatným hospodářským výsledkům v roce 1951 sloučilo s jednotným zemědělských družstvem ve Chbanech, ale od roku 1960 čtyři velké přeskacké zemědělské dvory využíval státní statek Poláky. V jeho správě jejich areály zchátraly. V sedmdesátých letech dvacátého století byla vesnice napojena na vodovod.

## Obyvatelstvo
Při sčítání lidu v roce 1921 zde žilo 125 obyvatel (z toho 66 mužů), z nichž bylo 47 Čechoslováků a 78 Němců. Kromě dvanácti evangelíků a dvou příslušníků nezjišťovaných církví byli římskými katolíky. Podle sčítání lidu z roku 1930 měla vesnice 132 obyvatel: 25 Čechoslováků a 107 Němců. Až na jedenáct evangelíků se ostatní hlásili k římskokatolické církvi.
|                                                                      | 1869 | 1880 | 1890 | 1900 | 1910 | 1921 | 1930 | 1950 | 1961 | 1970 | 1980 | 1991 | 2001 | 2011 | 2021 |
| -------------------------------------------------------------------- | ---- | ---- | ---- | ---- | ---- | ---- | ---- | ---- | ---- | ---- | ---- | ---- | ---- | ---- | ---- |
| Obyvatelé                                                            | 79   | 109  | 95   | 100  | 114  | 125  | 132  | 54   | 43   | 37   | 23   | 14   | 10   | 13   | 18   |
| Domy                                                                 | 14   | 14   | 17   | 18   | 20   | 19   | 20   | 18   | —    | 9    | 7    | 10   | 10   | 10   | 10   |
| Počet domů z roku 1961 je zahrnut v celkovém počtu domů obce Chbany. |      |      |      |      |      |      |      |      |      |      |      |      |      |      |      |

## Obecní správa
Přeskaky byly součástí morského statku až do zrušení poddanství v roce 1848. O dva roky později se staly samostatnou obcí, kterou zůstaly přibližně do poloviny dvacátého století. Roku 1950 byly uváděny jako osada obce Chbany. Až do roku 1960 patřily do okresu Žatec, ale od roku 1961 byly Chbany se všemi částmi převedeny do okresu Chomutov.